# Chuang-pchu-ťiang
Chuang-pchu-ťiang (čínsky pchin-jinem 'Huángpŭ Jiāng', znaky :黃浦江) je řeka na východě ČLR (Šang-chaj). Je přibližně 100 km dlouhá.

## Průběh toku
Je pravým přítokem estuáru Jang-c’-ťiangu.

## Vodní režim
Na dolním toku je pod vlivem mořských přílivů. V povodí řeky bylo vybudováno mnoho zavlažovacích kanálů a jiných hydrotechnických zařízení, která přerozdělují její odtok. Je také propojena s Velkým kanálem.

## Využití
V době přílivu je přístupná pro námořní lodě. Na řece leží město Šang-chaj.